# Weltkugelbrunnen
Der Weltkugelbrunnen (in der Literatur auch Schmettau-Brunnen und volkstümlich Wasserklops genannt) ist ein Wasserspiel direkt vor dem Europa-Center auf dem Berliner Breitscheidplatz.

## Gestaltung und Beschreibung
Als der Bereich zwischen dem Breitscheidplatz und dem Europa-Center in den 1980er Jahren neu und ansehnlicher hergerichtet werden sollte, schrieb der Senat einen offenen Gestaltungswettbewerb für einen gesonderten Springbrunnen aus, den der Berliner Bildhauer Joachim Schmettau gewann. 
Er führte die Bildhauerarbeiten mit seiner Bildhauerkollegin Susanne Wehland aus.
Die Anlage wurde 1983 errichtet und am 12. August 1983 eröffnet.
Der Hauptteil der Anlage besteht aus mehreren behauenen Blöcken roten Granits, die gemeinsam eine etwa halbkugelförmige Basis mit einem Gesamtdurchmesser von 8,5 Meter bilden und in einem Wasserbecken von 16 Meter Durchmesser angeordnet sind. Auf ihnen befinden sich zahlreiche Springbrunnen, Wasserfontänen und andere Wasserspiele. In die symbolische Weltkugel sind Schriftzeichen verschiedener Kulturkreise eingelassen.
Das große Wasserbecken ist von einer Treppenanlage umgeben, die vom Breitscheidplatz in das Souterrain des Europa-Centers führt. In den südöstlichen Treppenlauf ist als weiteres Wasserspiel der Wasserlauf aus Bronze mit den fünf Szenen Gebirge, Alm, Stadtlandschaft, Mülldeponie und Nixen eingefügt. Nördlich des Hauptbeckens, um etwa 15 m abgesetzt, steht der ebenfalls zur Anlage gehörige Kleine Brunnen mit der Bronzefigur Spiel mit Marionette.
Die Gesamtplanung für die Erneuerung der Platzanlage lag bei den Architekten Ivan Krusnik und Oskar Reith.

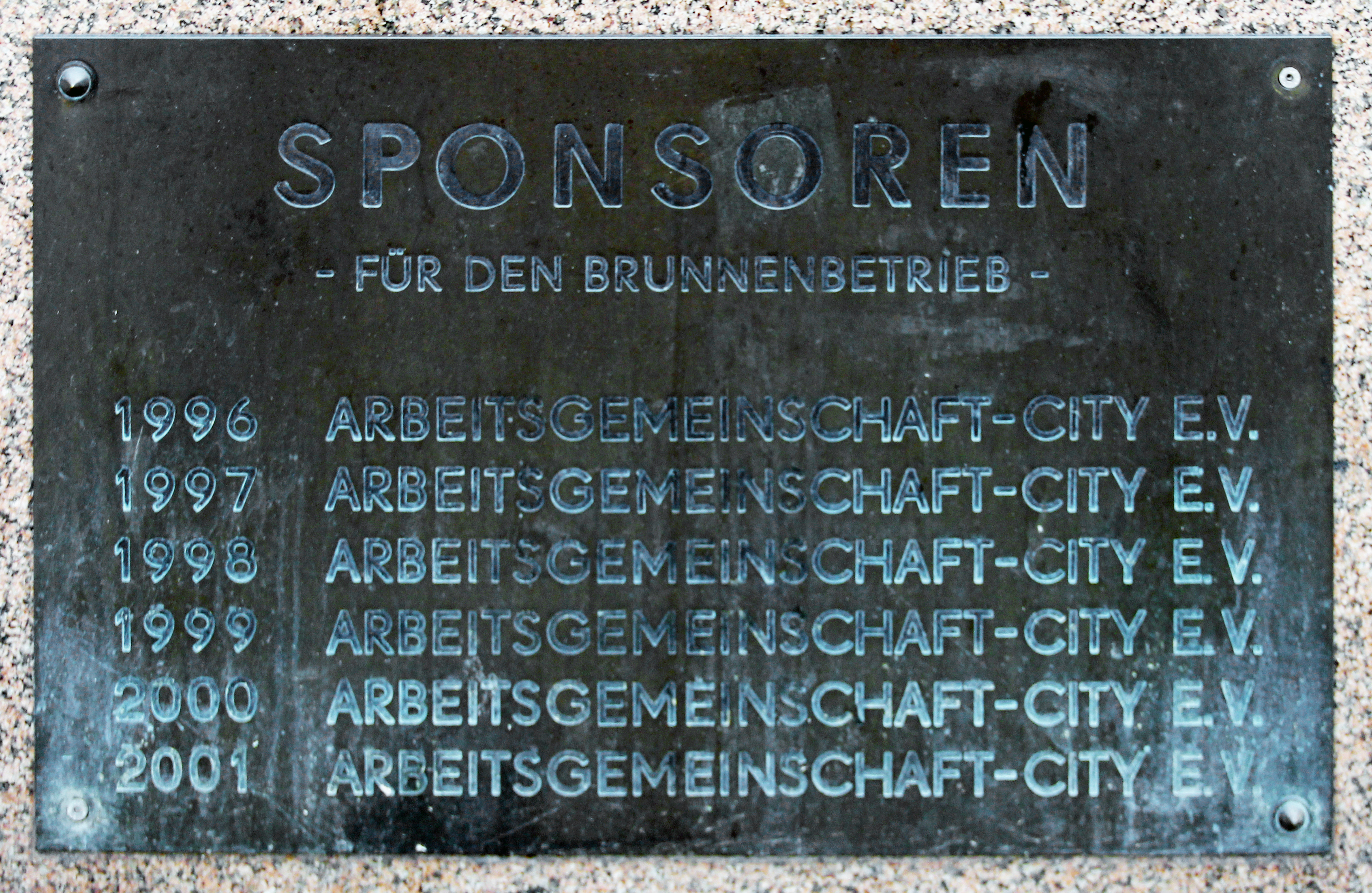
Gedenktafel für die Sponsoren

## Unterhaltskosten
Der Betrieb des Brunnens für fünf Monate im Jahr kostet den Bezirk Charlottenburg-Wilmersdorf rund 75.000 Euro. Da der Bezirk diese Kosten nicht vollständig tragen kann, ist er auf die Hilfe von Sponsoren angewiesen. So finanzierte von 1996 bis 2001 die Arbeitsgemeinschaft City den Brunnen.

Bildergalerie
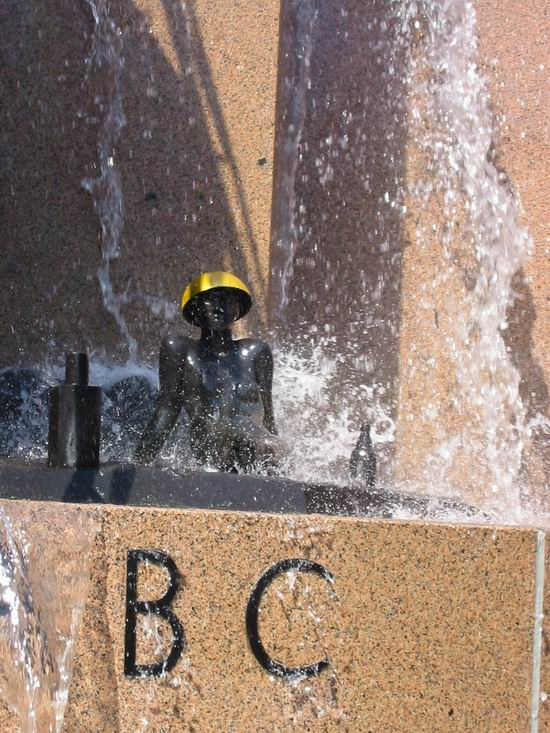
Weltkugelbrunnen, Bronzefigur Die Badende von Schmettau/Wehland
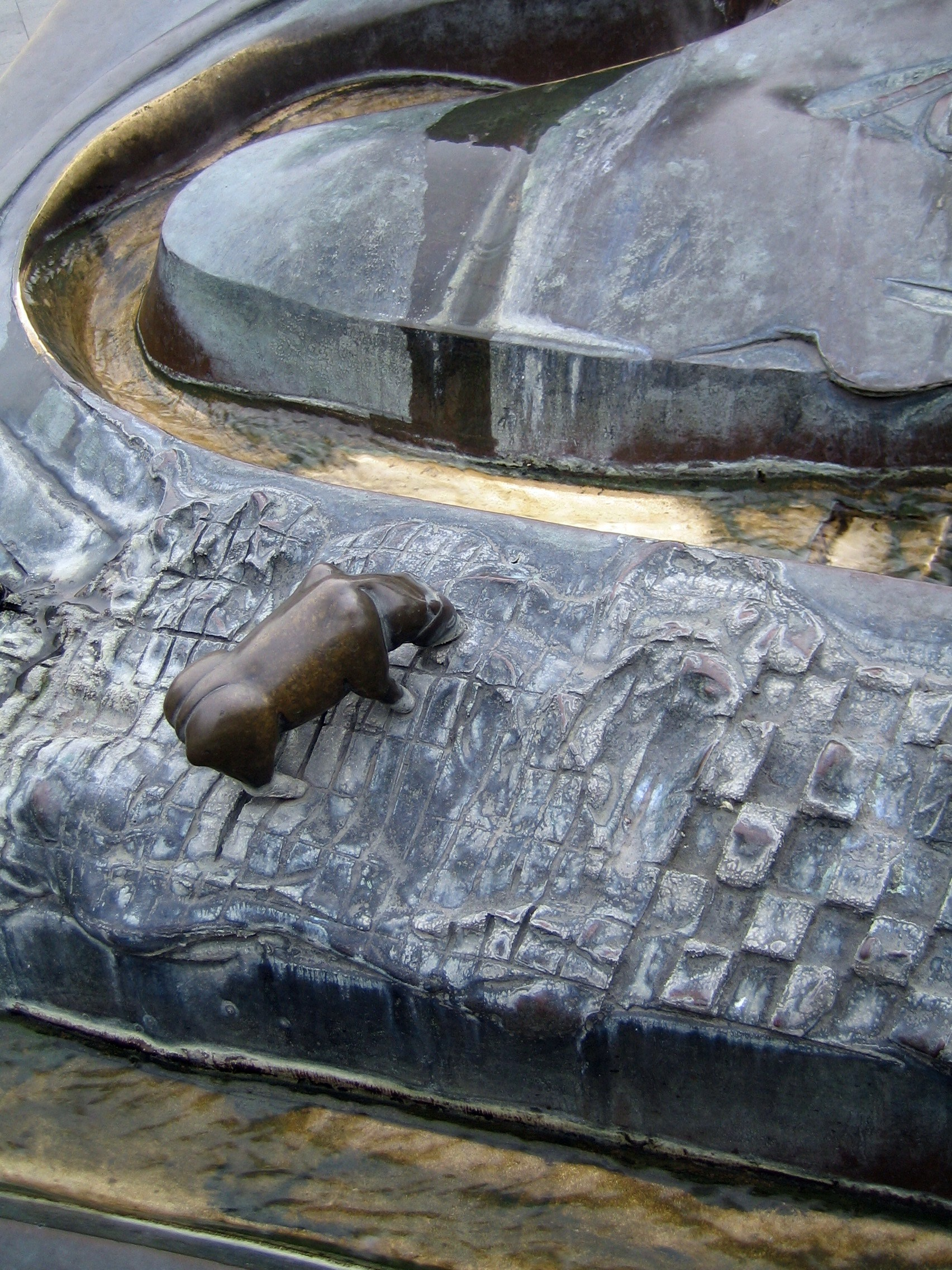
Weltkugelbrunnen, Szene Alm am Wasserlauf aus Bronze
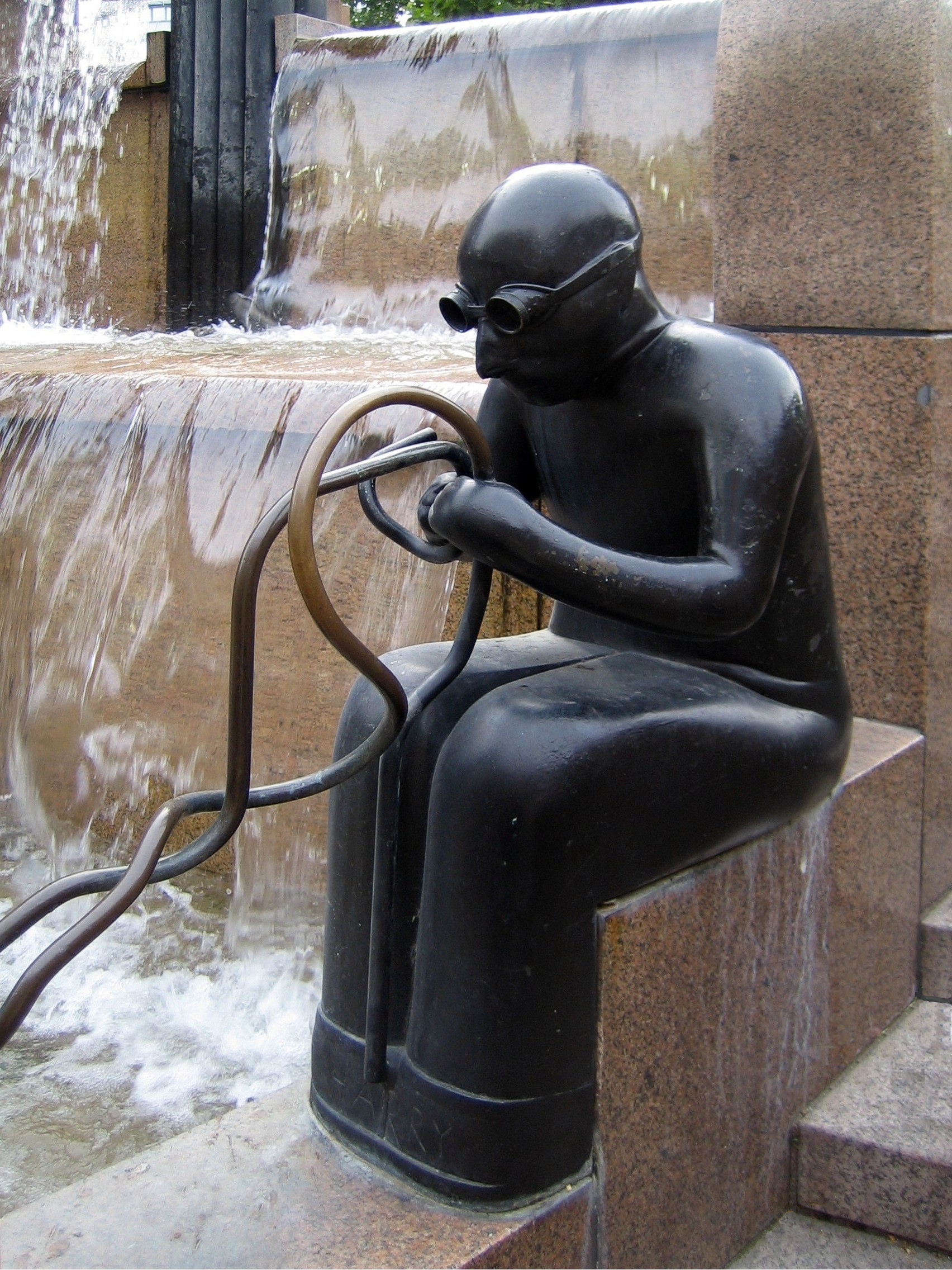
Weltkugelbrunnen, Bronzefigur Harry, der Dreher (volkstümlich: Harry, der Schweißer)
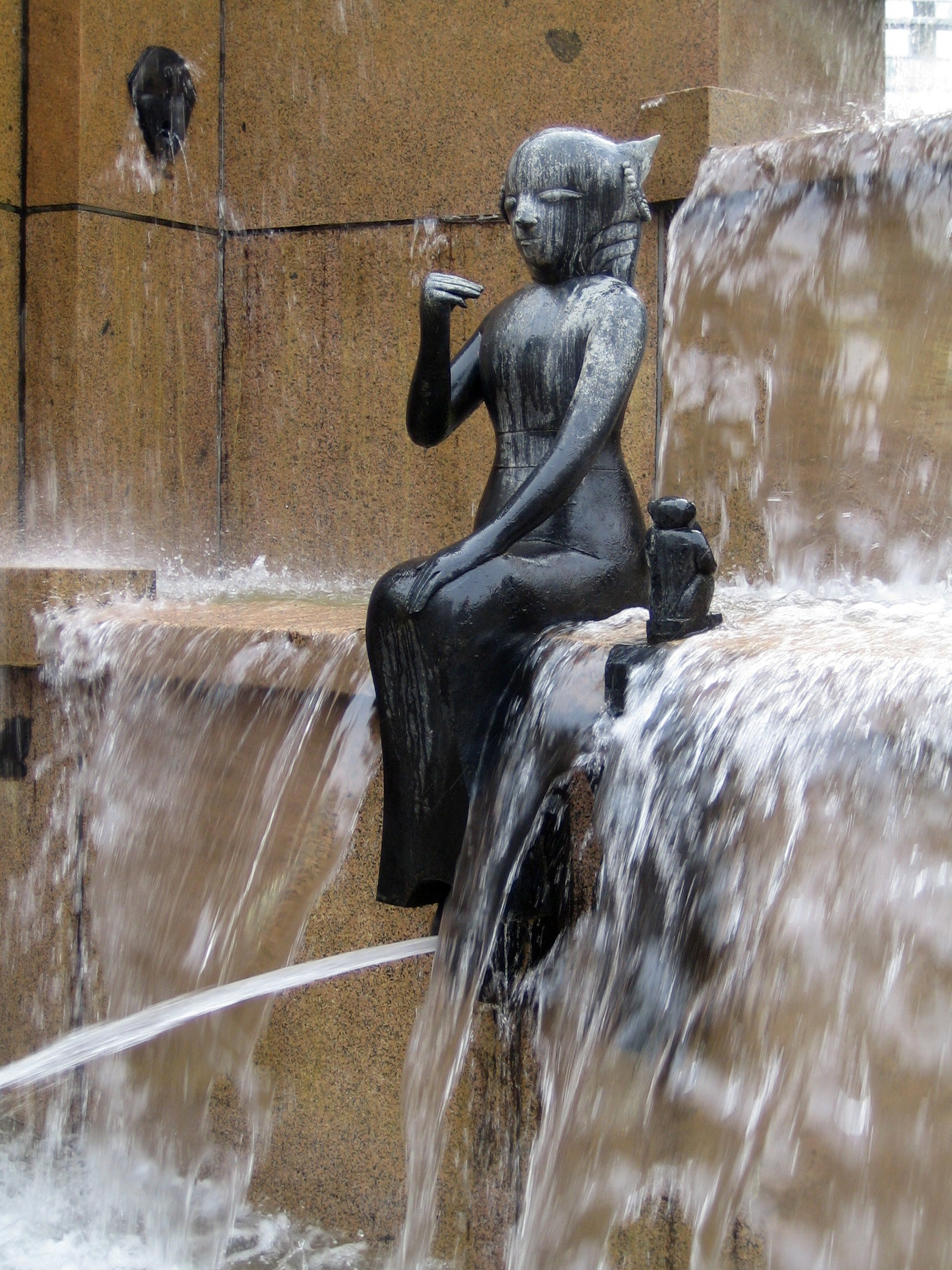
Weltkugelbrunnen, Bronzefigur Die Eitelkeit
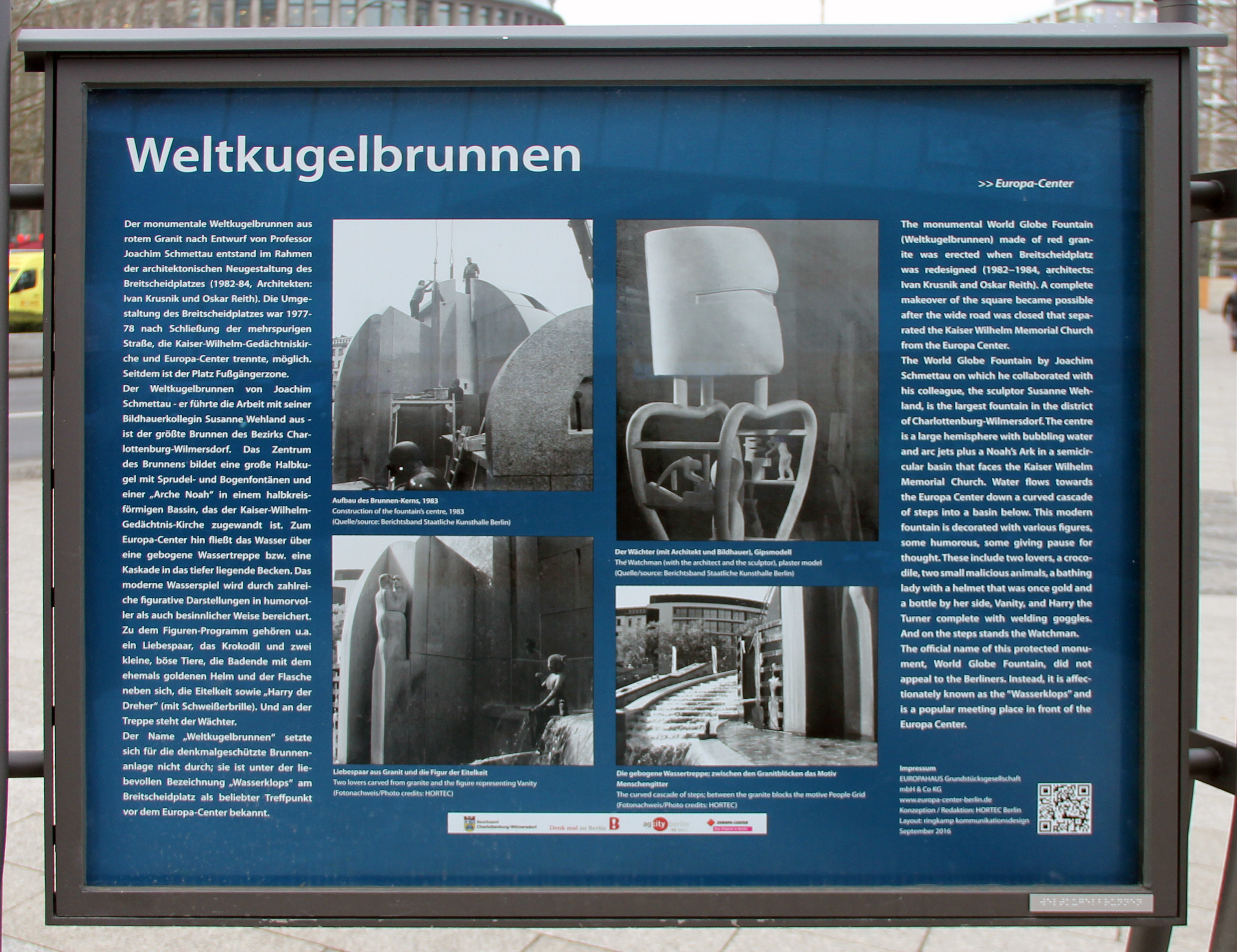
Infotafel

Zu den Standard-Kosten für Wasser, Strom, Reinigung und kleine Reparaturen kommen auch größere Instandsetzungsmaßnahmen hinzu. Diese Kosten liegen meist weit über den normalen Unterhaltskosten und sind in der Planungsphase nicht genau bezifferbar. Zudem sind während solcher Arbeiten die entsprechenden Schmuckanlagen nicht in Betrieb. Deshalb läuft der Klops seit 2019 nicht. Die voraussichtliche Sanierung soll rund eine Million Euro betragen, Termine dazu gibt es aber (noch) nicht.